# Пирогов, Николай Иванович
Никола́й Ива́нович Пирого́в (13 [25] ноября 1810, Москва — 23 ноября [5 декабря] 1881, Подольская губерния) — русский врач-хирург, анатом, естествоиспытатель и педагог, профессор, создатель первого атласа топографической анатомии, основоположник российских школ военно-полевой хирургии (1854) и анестезии. Тайный советник. Участник обороны Севастополя.

## Биография
Родился в Москве, на Сыромятнической улице, в семье военного казначея, майора Ивана Ивановича Пирогова (1772—1826). Был тринадцатым ребёнком в семье. Мать — Елизавета Ивановна Новикова, принадлежала к старой московской купеческой семье. Общепринята дата рождения — 13 (25) ноября 1810 года, о которой Пирогов написал в своём «Дневнике старого врача»: «Мне сказали, что я родился 13 ноября 1810 г. Жаль, что я сам не помню». Однако ряд документов свидетельствует, что родился он в 1808 году.
Первоначальное образование получил дома. В 1822—1824 годах учился в частном пансионе В. С. Кряжева, который вынужден был оставить из-за ухудшившегося материального положения отца. Определяющую роль в решении учиться медицине сыграл профессор медицины Е. О. Мухин, который бывал в семье Пироговых. Этого человека Пирогов считал своим духовным отцом. Мухин заботился о Пирогове, помогал семье деньгами, даже предложил матери сделать сына казённокоштным студентом, но несмотря на нужду в семье, мать Пирогова отказалась, сочтя это унизительным.
В 1824 году поступил своекоштным студентом на медицинский факультет Императорского Московского университета. В этот период семья Пироговых крайне бедствовала, у Пирогова не было студенческого мундира, и чтобы скрыть это, он сидел на лекциях в шинели, страдая от жары. В университете слушал лекции Х. И. Лодера, М. Я. Мудрова, Е. О. Мухина, которые оказали значительное влияние на становление научных взглядов Пирогова. В 1828 году окончил отделение врачебных (медицинских) наук университета со степенью лекаря и был зачислен в воспитанники Профессорского института, открытого при Дерптском университете для подготовки будущих профессоров российских университетов. Занимался под руководством профессора И. Ф. Мойера, в доме которого познакомился с В. А. Жуковским, а в Дерптском университете подружился с В. И. Далем.
В 1833 году, после защиты диссертации (тема: «Является ли перевязка брюшной аорты при аневризме паховой области легко выполнимым и безопасным вмешательством?») на степень доктора медицины был направлен для учёбы в Берлинский университет вместе с группой из одиннадцати своих товарищей по Профессорскому институту (среди которых — Ф. И. Иноземцев, П. Д. Калмыков, Д. Л. Крюков, М. С. Куторга, В. С. Печерин, А. М. Филомафитский, А. И. Чивилёв).
После возвращения в Россию (1836) Пирогову было предложено выбрать университет, в котором он пожелал бы получить профессорскую кафедру. Пирогов выбрал Московский университет, но по дороге домой заболел и надолго задержался в Риге. Тем временем кафедра хирургии на Медицинском факультете Московского университета, к великому огорчению Пирогова, оказалась занята и Пирогов был избран профессором кафедры теоретической и практической хирургии Императорского Дерптского университета, где он стал первым русским профессором, возглавившим кафедру.
В 1841 году Пирогов был приглашён в Петербург, где возглавил кафедру хирургии в Императорской Медико-хирургической академии. Одновременно руководил организованной им из 2-го Военно-сухопутного госпиталя клиникой госпитальной хирургии. Поскольку в обязанности Пирогова входило обучение военных хирургов, он занялся изучением распространённых в те времена хирургических методов. Многие из них были им коренным образом переработаны. Кроме этого, Пирогов разработал ряд совершенно новых приёмов, благодаря чему ему удавалось чаще, чем другим хирургам, избегать ампутации конечностей. Один из таких приёмов до настоящего времени называется «операцией Пирогова».
В поисках действенного метода обучения Пирогов решил применить анатомические исследования на замороженных трупах. Этот прием был впервые описан нидерландским профессором анатомии и хирургии Питером де Римером и опубликован на голландском и французском языках в 1818 году, однако Пирогов изобрел методику независимо от нидерландского коллеги и назвал её «ледяной анатомией». Так родилась новая медицинская дисциплина — топографическая анатомия. По результатам этих исследований им в 1859 году в Санкт-Петербурге был опубликован первый анатомический атлас на латинском языке под заглавием «Anatome topographica sectionibus per corpus humanum congelatum triplici directione ductis illustrata» («Топографическая анатомия, иллюстрированная разрезами, проведёнными через замороженное тело человека в трёх направлениях»), ставший незаменимым руководством для врачей-хирургов. Этот атлас и предложенная Пироговым методика стали основой всего последующего развития оперативной хирургии.
В 1846 году Пирогов был избран членом-корреспондентом Императорской Санкт-Петербургской академии наук (ИАН).
В 1847 году Пирогов уехал в действующую армию на Кавказ, так как хотел проверить в полевых условиях разработанные им операционные методы. Работал хирургом при Владикавказской крепости. На Кавказе он впервые применил перевязку бинтами, пропитанными крахмалом; крахмальная перевязка оказалась удобнее и прочнее, чем применявшиеся раньше лубки. В том же году Пирогов в полевых условиях (при осаде аула Салты) впервые в истории медицины провёл операцию с эфирным наркозом, открытым в 1846 году Уильямом Мортоном, и впоследствии выполнил около десяти тысяч таких операций. В октябре 1847 года Пирогов получил чин действительного статского советника.

### Крымская война (1853—1856)
В 1840—1850-е годы кардинально обострилась полемика Восточного вопроса. В октябре 1853 г. Османская империя объявила России войну. 18 ноября 1853 года в турецком порту Синоп эскадрой Черноморского Флота вице-адмирала Павла Степановича Нахимова (1802—1855) наголову был разгромлен турецкий флот. 6 октября 1854 года убит ядром адмирал Корнилов, оборона Севастополя возложена на Нахимова. В начале Крымской войны, 6 ноября 1854 года, Пирогов вместе с возглавляемой им группой врачей и медсестёр выехал из Санкт-Петербурга на театр военных действий. Среди врачей были Э. В. Каде, П. А. Хлебников, А. Л. Обермиллер, Л. А. Беккерс, доктор медицины В. И. Тарасов и верный помощник Пирогова — фельдшер И. Калашников. Медсёстры, в обучении которых принял участие Пирогов, представляли Крестовоздвиженскую общину сестёр милосердия, только что учреждённую по инициативе великой княгини Елены Павловны. Пирогов был главным хирургом осаждённого англо-французскими войсками города Севастополя.
Оперируя раненых, Пирогов впервые в истории русской медицины в 1855 г. применил гипсовую повязку, дав начало сберегательной тактике лечения ранений конечностей и избавив многих солдат и офицеров от ампутации. Во время осады Севастополя Пирогов руководил обучением и работой сестёр Крестовоздвиженской общины сестёр милосердия. Он распределил их на четыре группы: перевязочные, аптекарши, хозяйки, а также транспортные сёстры, которые сопровождали раненых до госпиталя. Это было нововведением по тем временам. Кроме того, сёстры занимались уборкой, готовили еду и контролировали интендантов. Из 250 сестёр милосердия, работавших в Севастополе, 17 погибли от ранений и болезней. О беспримерной деятельности сестёр Крестовоздвиженской общины и в память об их подвиге Пирогов написал «Исторический обзор действий Крестовоздвиженской общины сестёр попечения о раненых и больных в военных госпиталях в Крыму и Херсонской губернии с 1 декабря 1854 по 1 декабря 1856 года» Архивная копия от 14 февраля 2022 на Wayback Machine.
Важнейшей заслугой Пирогова стало внедрение в Севастополе триажа — метода сортировки раненых, впервые внедренного в наполеоновской армии военным хирургом Домиником Ларреем. Пирогов впервые в России предложил распределять раненых по степени тяжести на пять категорий: 1) безнадёжные и смертельно раненые; 2) тяжело и опасно раненые, требующие безотлагательной помощи; 3) тяжёлые, способные пережить после оказания первичной помощи доставку в госпиталь; 4) подлежащие отправке в госпиталь и 5) легкораненые, которым помощь оказывается на месте (наложение лёгкой повязки или извлечение поверхностно сидящей пули). Из такой сортировки впоследствии выросла вся лечебно-эвакуационная служба Российской армии. С большим трудом Пирогову удалось организовать работу военно-транспортных команд с лошадьми и удобными повозками, что позволяло довольно быстро доставлять раненых в госпиталь. Поэтому Пирогов по справедливости считается основоположником специального направления в хирургии, известного как военно-полевая хирургия.
За заслуги в оказании помощи раненым и больным во время этой войны Пирогов был награждён орденом Святого Станислава 1-й степени.
В 1855 году Пирогов был избран почётным членом Императорского Московского университета. В этом же году по просьбе петербургского врача Н. Ф. Здекауэра был принят и осмотрен Н. И. Пироговым бывший в то время старшим учителем Симферопольской гимназии Д. И. Менделеев, с юности испытывавший проблемы со здоровьем (подозревали даже у него чахотку). Констатируя удовлетворительное состояние пациента, Пирогов заявил: «Вы нас обоих переживёте» — предначертание это не только вселило в будущего великого учёного уверенность в благосклонности к нему судьбы, но и сбылось.

### После Крымской войны. 1857 — 77 гг.
Несмотря на героическую оборону, Севастополь был частично взят осаждающими, и Крымская война была проиграна Российской империей.
Вернувшись в Петербург, Пирогов на приёме у Александра II рассказал императору о проблемах в войсках, а также об общей отсталости Русской императорской армии и её вооружения. После этой встречи предмет деятельности Пирогова изменился — он был направлен в Одессу исправляющим должность попечителя Одесского учебного округа. Такое решение императора можно рассматривать как проявление его немилости, но при этом Пирогову ранее уже была назначена пожизненная пенсия по 1849 рублей и 32 копейки в год.
1 января 1858 года Пирогов был повышен в чине до тайного советника, затем переведён на должность попечителя Киевского учебного округа, а в 1860 году удостоен ордена Святой Анны 1-й степени. Пирогов пытался реформировать сложившуюся систему образования. Однако действия и независимость Пирогова привели к конфликту с властями, и ему пришлось оставить должность попечителя Киевского учебного округа. 13 марта 1861 года Пирогов был назначен членом Главного правления училищ, а после его ликвидации в 1863 году, пожизненно состоял при Министерстве народного просвещения Российской империи.
Пирогова направили руководить обучающимися за границей русскими кандидатами в профессора. «За труды в бытность членом Главного правления училищ» Пирогову было сохранено содержание по 5 тысяч рублей в год.
Своей резиденцией Пирогов выбрал Гейдельберг, куда прибыл в мае 1862 года. Кандидаты с благодарностью вспоминали своего руководителя. Так, например, нобелевский лауреат И. И. Мечников подчёркивал, что Пирогов не только выполнял свои обязанности, часто выезжая в другие города, где учились кандидаты, но и оказывал им и членам их семей и друзьям любую, в том числе медицинскую, помощь.
Один из кандидатов, Лев Модзалевский, глава русского землячества Гейдельберга, провёл сбор средств на лечение Джузеппе Гарибальди, который в то время находился под арестом в форте Вариньяно близ Специи и страдал от длительно не заживавшего пулевого ранения в ногу. Модзалевский уговорил Пирогова осмотреть раненого Гарибальди. От денег Пирогов отказался, но к Гарибальди поехал и при осмотре пациента обнаружил не замеченную другими врачами пулю. Пирогов настаивал, чтобы Гарибальди покинул вредный для его раны климат, что способствовало амнистии, полученной Гарибальди в октябре 1862 г. По всеобщему мнению, именно Н. И. Пирогов тогда спас ногу, а, скорее всего, и жизнь «осуждённому» другими врачами Гарибальди. В своих «Мемуарах» Гарибальди вспоминает: «Выдающиеся профессора Петридж, Нелатон и Пирогов, проявившие ко мне великодушное внимание, когда я был в опасном состоянии, доказали, что для добрых дел, для подлинной науки нет границ в семье человечества…».
После этого случая, вызвавшего фурор в Петербурге, произошли покушение на Александра II нигилистами, восхищавшимися Гарибальди. Кроме того, активное участие Гарибальди в Австро-прусско-итальянской войне 1866 года вызвало резкое неудовольствие австрийского правительства. «Красный» Пирогов был освобождён от исполнения служебных обязанностей, но при этом сохранил статус чиновника и ранее назначенную пенсию.
В 1868 году Военный министр Д. А. Милютин после смерти П. А. Дубовицкого приглашал Н. И. Пирогова на должность Главного военно-медицинского инспектора (начальника Главного военно-медицинского управления). Вот как Д. А. Милютин описывает приглашение Пирогова в своих воспоминаниях:
Явилась было мысль привлечь снова на службу знаменитого нашего хирурга Николая Ивановича Пирогова, проживавшего в то время в своей деревне, в Киевской губернии. Я обратился к нему письмом с предложением занять место Главного военно-медицинского инспектора, но получил в ответ заявление таких условий относительно денежного вознаграждения и других, что принять их оказалось совершенно невозможным, — и пришлось, к сожалению, остановиться на временной мере: заведование Главным военно-медицинским управлением было возложено на старшего из членов Военно-медицинского ученого комитета тайного советника Елеазара Никитича Смельского.
Пирогов жил в своём небольшом имении Вишня неподалёку от Винницы, где организовал бесплатную больницу. Он ненадолго выезжал оттуда только за границу, а также по приглашению Императорского Санкт-Петербургского университета для чтения лекций. К этому времени Пирогов уже был членом нескольких иностранных академий. Относительно надолго Пирогов лишь дважды покидал имение: первый раз — в 1870 году во время франко-прусской войны он был приглашён на фронт от имени Международного Красного Креста, и второй раз — в 1877—1878 годах, когда уже в пожилом возрасте несколько месяцев работал на фронте во время русско-турецкой войны. В 1873 году Пирогов был удостоен ордена Святого Владимира 2-й степени.

### Русско-турецкая война (1877—1878)
Когда император Александр II посетил Болгарию в августе 1877 года, во время Русско-турецкой войны, он вспомнил о Пирогове, как о несравненном хирурге и лучшем организаторе медицинской службы на фронте. Несмотря на свой пожилой возраст (тогда ему исполнились уже 67 лет), Пирогов согласился отправиться в Болгарию при условии, что ему будет предоставлена полная свобода действий. Это желание было удовлетворено, и 10 октября 1877 года Пирогов прибыл в деревню Горна-Студена, недалеко от Плевны, где располагалась главная квартира русского командования в Болгарии.
Пирогов организовал лечение солдат, уход за ранеными и больными в военных больницах в Свиштове, Згалеве, Болгарене, Горна-Студена, Велико-Тырново, Бохот, Бяла, Плевне. С 10 октября по 17 декабря 1877 года Пирогов проехал свыше 700 км на бричке и санях по территории в 12 000 км², занятой русскими между реками Вит и Янтра, посетив 11 русских военно-временных больниц, 10 дивизионных лазаретов и три аптечных склада, дислоцированных в двадцати двух населённых пунктах. За это время он занимался лечением и оперировал как русских солдат, так и многих болгар. В 1877 году Пирогов был награждён орденом Белого орла и украшенной бриллиантами золотой табакеркой с портретом Александра II.
В 1881 году Пирогов стал пятым почётным гражданином Москвы «в связи с пятидесятилетней трудовой деятельностью на поприще просвещения, науки и гражданственности». Член-корреспондент Императорской Санкт-Петербургской академии наук (ИАН) (1846), Императорской Медико-хирургической академии (1847, почётный член — с 1857 года) и Германской академии естествоиспытателей «Леопольдина» (1856).

### Последние дни
В начале 1881 года Пирогов обратил внимание на боль и раздражение на слизистой твёрдого нёба. 24 мая 1881 года Н. В. Склифосовский установил наличие у Пирогова рака верхней челюсти. Н. И. Пирогов умер 23 ноября 1881 года в 22 часа 25 минут в селе Вишня (ныне — часть города Винница). По воспоминаниям его сына, перед началом агонии Н. И. Пирогова «началось лунное затмение, окончившееся сразу после развязки».
Пирогов менее чем за месяц до смерти (27 октября 1881 года) сам поставил себе неутешительный диагноз. После его смерти в бумагах была обнаружена записка: «Ни Склефасофский (так написано в оригинале), Валь и Грубе, ни Бильрот не узнали у меня ulcus oris men. mus. cancrosum serpeginosum (лат. — ползучая перепончатая слизистая раковая язва рта), иначе первые трое не советовали бы операции, а второй не признал бы болезнь за доброкачественную».

### Тело Пирогова
27 ноября (9 декабря) 1881 года в течение четырёх часов тело Пирогова было забальзамировано Д. И. Выводцевым в присутствии двух врачей, двух фельдшеров и священника (предварительно было получено разрешение от церковных властей, «учтя заслуги Н. И. Пирогова как примерного христианина и всемирно известного учёного, разрешили не предавать тело земле, а оставить его нетленным, „дабы ученики и продолжатели благородных и богоугодных дел Н. И. Пирогова могли лицезреть его светлый облик“») и было погребено в усыпальнице в его усадьбе Вишня (с. Вишня, ныне — часть Винницы). Через три года над усыпальницей была построена церковь, проект которой разработал В. И. Сычугов.
В конце 1920-х годов в склепе побывали грабители, которые повредили крышку саркофага, украли шпагу Пирогова (подарок Франца Иосифа) и нательный крест. В 1927 году специальная комиссия указала в своём отчёте: «Драгоценным останкам незабвенного Н. И. Пирогова, благодаря всеуничтожающему действию времени и полной беспризорности, грозит несомненное разрушение, если существующие условия будут продолжаться».
В 1940 году при вскрытии гроба с телом Н. И. Пирогова было обнаружено, что обозреваемые части тела учёного и его одежда во многих местах покрыты плесенью; останки тела мумифицировались. Тело из гроба не извлекали. Основные мероприятия по сохранению и восстановлению тела планировались на лето 1941 года. В начале Великой Отечественной войны при отступлении советских войск саркофаг с телом Пирогова был скрыт в земле и при этом повреждён. Это привело к порче тела, впоследствии подвергнутого реставрации и неоднократному ребальзамированию. Большую роль в этих мероприятиях сыграл Е. И. Смирнов.
До 1990-х гг. гробница Н. И. Пирогова официально именовалась как «склеп-усыпальница». В настоящее время официально именуется как «церковь-некрополь». Тело Пирогова находится несколько ниже уровня земли в крипте — цокольном этаже православного храма, в застеклённом саркофаге, к которому открыт доступ всем желающим отдать дань уважения памяти великого учёного.

### Семья
- Первая жена (с 11 ноября 1842 года)[32] — Екатерина Дмитриевна Березина (1822—1846), представительница древнего дворянского рода, внучка генерала от инфантерии графа Н. А. Татищева и дочь отставного штабс ротмистра. Умерла в возрасте 24 лет от осложнений после родов.
  - Сын — Николай (1843—1891), физик. Его жена — Лидия Георгиевна Пирогова (урожд. Кюзель)
    - Дети: Лидия Николаевна Мазирова (1884—после 1933) и Александра Николаевна Гершельман (1886—1965). Её муж — Дмитрий Дмитриевич Гершельман, сын Д. К. Гиршельмана. После 1917 года — обе в эмиграции: Лидия Николаевна во Франции, Александра Николаевна в Греции. Праправнучка Н. И. Пирогова — Александра Андреевна Никифораки (род. 1950) сейчас живёт в Греции[33].

  - Сын — Владимир (1846 — после 13 ноября 1910), историк и археолог. Профессор Императорского Новороссийского университета на кафедре истории. В 1910 году временно проживал в Тифлисе и присутствовал 13—26 ноября 1910 года на экстраординарном заседании Императорского кавказского медицинского общества, посвящённом памяти Н. И. Пирогова[34]. Его жена — Мария Александровна Пирогова (урожд. Арнеску). Детей в браке не было.
- Вторая жена (с 7 июня 1850 года) — Александра фон Бистром (1824—1902), баронесса, дочь генерал-лейтенанта А. А. Бистрома, внучатая племянница мореплавателя И. Ф. Крузенштерна[35]. Свадьба состоялась в усадьбе Г. И. Щепочкина (рядом с гончаровской усадьбой Полотняный Завод), таинство венчания было совершено 7/20 июня 1850 года в местном Преображенском храме[36]. Долгое время Пирогову приписывали авторство статьи «Идеал женщины», которая представляет собой выборку из переписки Н. И. Пирогова с его второй женой[37]. В 1884 году трудами Александры Антоновны была открыта хирургическая лечебница в Киеве. Скончалась в ночь на 1 июля 1902 года в селе Вишня, после продолжительной болезни[38].

## Значение научной деятельности
Н. И. Пирогов создал несколько новых разделов медицины. Топографическая анатомия человека, наука об ориентировании в тканях, и соответствующий подход к хирургии, когда «каждым сечением скальпеля разрезается известный слой, и вся операция оканчивается в точно определённый промежуток времени».
Консервативный подход к хирургии, выведенный из опыта экспедиции на Кавказ, привел его к отказу от ранних ампутаций и «гоньбы за хирургическими пособиями на перевязочном пункте».
Не будучи первым ни в России, ни в мире, хирургом, применившим наркоз, Пирогов задокументировал триста операций под наркозом и вторым в мире провел наркоз в полевых условиях, и первым в мире это документировал.
Военно-полевая хирургия была основана им в своем современном виде по опыту Крымской войны, включая медицинскую сортировку и этапную систему эвакуации, предшественницу этапно-эвакуационной системы лечения.
Впервые в мире гипсовая повязка была применена в широких масштабах, и не только как средство лечебной иммобилизации, но и транспортной.
Пироговым был создан Атлас разрезов, книга огромной научной ценности.
Пирогов догадывался о природе раневых инфекций, применял антисептики, однако, антисептики как системы не создал.
Богатая коллекция документов, связанных с жизнью и деятельностью Н. И. Пирогова, его личные вещи, медицинские инструменты, прижизненные издания его произведений хранятся в фондах Военно-медицинского музея в Санкт-Петербурге. Особый интерес представляют двухтомная рукопись учёного «Вопросы жизни. Дневник старого врача» и оставленная им предсмертная записка с указанием диагноза своей болезни.

### Ученики
- Л. А. Беккерс, А. П. Вальте, Д. И. Выходцев, П. П. Заблоцкий-Десятовский, В. А. Караваев, А. А. Китер, Э.-А. Я. Крассовский, Н. В. Склифософский, Ю. К. Шимановский, К. К. Штраух[39]

## Вклад в развитие русской педагогики
В классической статье «Вопросы жизни» Пирогов рассмотрел фундаментальные проблемы воспитания. Он показал нелепость сословного воспитания, разлад между школой и жизнью, выдвинул главной целью воспитания формирование высоконравственной личности, готовой отрешиться от эгоистических устремлений ради блага общества. Пирогов считал, что для этого необходимо перестроить всю систему образования на основе принципов гуманизма и демократизма. Система образования, обеспечивающая развитие личности, должна строиться на научной основе, от начальной до высшей школы, и обеспечивать преемственность всех систем образования.
Педагогические взгляды. Пирогов считал главной идею общечеловеческого воспитания, воспитание полезного стране гражданина; отмечал необходимость общественной подготовки к жизни высоконравственного человека с широким нравственным кругозором: «Быть человеком — вот к чему должно вести воспитание»; воспитание и обучение должно быть на родном языке. «Презрение к родному языку позорит национальное чувство». Он указывал, что основанием последующего профессионального образования должно быть широкое общее образование; предлагал привлечь к преподаванию в высшей школе крупных учёных, рекомендовал усилить беседы профессоров со студентами; боролся за общее светское образование; призывал уважать личность ребёнка; боролся за автономию высшей школы.
Критика сословного профессионального образования. Пирогов выступал против сословной школы и ранней утилитарно-профессиональной выучки, против ранней преждевременной специализации детей; считал, что она тормозит нравственное воспитание детей, сужает их кругозор; осуждал произвол, казарменный режим в учебных заведениях, бездумное отношение к детям.
Дидактические идеи. Учителя должны отбросить старые догматические способы преподавания и применять новые методы; надо будить мысль учащихся, прививать навыки самостоятельной работы; учитель должен привлечь внимание и интерес учащегося к сообщаемому материалу; перевод из класса в класс должен проводиться по результатам годовой успеваемости; в переводных экзаменах есть элемент случайности и формализма.
В отношении телесных наказаний Пирогов был последователем Дж. Локка, трактуя телесное наказание как унижение ребёнка, наносящее непоправимый ущерб его нравственности, приучающее его к рабскому повиновению, основанному лишь на страхе, а не на осмыслении и оценке своих поступков. Рабское повиновение формирует натуру порочную, ищущую возмездия за свои унижения. Н. И. Пирогов полагал, что результат обучения и нравственного воспитания, действенность методов поддержания дисциплины определяются объективной по возможности оценкой учителем всех обстоятельств, вызвавших проступок, и назначением наказания, не пугающего и унижающего ребёнка, а воспитывающего его. Осуждая применение розги как средства дисциплинарного воздействия, допускал в исключительных случаях применение физических наказаний, но лишь по постановлению педагогического совета. Несмотря на такую двойственность позиции Н. И. Пирогова, поднятый им вопрос и развернувшаяся вслед за этим на страницах печати дискуссия имели положительные последствия: «Уставом гимназий и прогимназий» 1864 г. телесные наказания были отменены.
Система народного образования по Н. И. Пирогову:
1. Элементарная (начальная) школа (2 года): изучаются арифметика, грамматика
2. Неполная средняя школа двух типов: классическая прогимназия (4 года, общеобразовательный характер); реальная прогимназия (4 года)
3. Средняя школа двух типов: классическая гимназия (5 лет, общеобразовательный характер: латинский, греческий, русский языки, литература, математика); реальная гимназия (3 года, прикладной характер: профессиональные предметы)
4. Высшая школа: университеты, высшие учебные заведения[42].

## Награды и звания
- 1839 — орден Святой Анны III степени
- 1845 — орден Святого Станислава II степени
- 1848 — орден Святой Анны II степени
- 1851 — орден Святого Владимира III степени
- 1855 — орден Святого Станислава I степени
- 1856 — медаль «В память Восточной (Крымской) войны 1853—1856 годов»
- 1860 — орден Святой Анны I степени
- 1863 — знак «За введение в действие Положений 1861 года»
- 1873 — орден Святого Владимира II степени
- 1877 — орден Белого орла

Кроме того, награждён германской памятной медалью войны 1870—1871 годов для некомбатантов (Kriegsdenkmunze für Nichtkampfer 1870/1871) и французским Бронзовым крестом Общества помощи раненым (Croix de la Société Française de Secours aux Blessés Militaires en broénze)
- 1840 — половинная Демидовская премия и золотая медаль за труд «Хирургическая анатомия артериальных стволов и фасций»
- 1844 — полная Демидовская премия и большая золотая медаль за «Полный курс прикладной анатомии человеческого тела»
- 1850 — полная Демидовская премия и большая золотая медаль за монографию «Патологическая анатомия холеры»
- 1860 — полная Демидовская премия и большая золотая медаль за атлас «Топографическая анатомия разрезов»

## Память
В черте Винницы в с. Пирогово находится музей-усадьба Н. И. Пирогова, в километре от которой располагается церковь-усыпальница, где покоится забальзамированное тело выдающегося хирурга. Там же регулярно проводятся Пироговские чтения. Пироговское общество, существовавшее в 1881—1922 годах, представляло собой одно из самых авторитетных объединений русских врачей всех специальностей. Конференции врачей Российской империи назывались пироговскими съездами.
Первым памятником врачу стал монумент в Москве на Большой Царицинской улице (ныне — Б. Пироговская ул.) около Клинического городка Московского университета, установленный в 1897 году. В настоящее время памятники Пирогову установлены в Москве, Санкт-Петербурге, Севастополе, Виннице, Днепре, Павлограде, Тарту. Немало памятных знаков посвящены Пирогову в Болгарии; там же работает парк-музей «Н. И. Пирогов». Его именем названа главная и самая большая в стране больница с реаниматологическим и хирургическим профилем (УМБАЛСМ «Н. И. Пирогов»). Имя выдающегося хирурга присвоено Российскому национальному исследовательскому медицинскому университету. В 2018 году в Петербурге на базе Военно-медицинского музея был воссоздан Музей Н. И. Пирогова. В 2021 году Указом Президента РФ учреждён орден Пирогова.

## Образ в искусстве

### В литературе
- Рассказ А. И. Куприна «Чудесный доктор» (1897).
- Рассказ А. Б. Мариенгофа «Пирогов у Гарибальди» (1940-е).
- Повести Ю. П. Германа «Буцефал», «Капли Иноземцева» (опубликованы в 1941 году под названием «Рассказы о Пирогове») и «Начало» (1968).
- Роман Б. Ю. Золотарёва и Ю. П. Тюрина «Тайный советник» (1986).

### В кино
- «Пирогов» (1947) — роль великого хирурга в фильме исполнил К. В. Скоробогатов.
- «Герои Шипки» (1954) — в небольшом эпизоде в начале фильма хирург Пирогов эмоционально выступает на митинге в С.-Петербурге с призывом о поддержке балканских народов после подавления турками-османами Апрельского восстания в Болгарии. Исполнитель маленькой эпизодической роли Пирогова в титрах фильма не указан, видимо это указанный в эпизодах К.Скоробогатов.